# زندگی عادی من
نیچیجو (به انگلیسی: Nichijou) که زندگی عادی من هم شناخته می‌شود، مجموعه مانگا ژاپنی به نویسندگی و تصویرگری کیچی آراوی است که از دسامبر ۲۰۰۶ در مجله ماهنامه شونن ایس شروع به انتشار کرد و تاکنون تمام چپترهای منتشر شده بین ۲۰۰۷ تا ۲۰۱۵ در ده جلد تانکوبون جمع‌آوری شده است. پس از شش سال وقفه، این مانگا دوباره در سال ۲۰۲۱ انتشار مجدد را آغاز کرد.
نیچیجو که در استان گونما اتفاق می‌افتد، پر از مجموعه‌ای از شخصیت‌ها است که لحظاتی از زندگی روزمره آن‌ها را به نمایش می‌گذارد که متناوب بین دنیوی و عجیب و غریب، بدون تمرکز قوی بر روی روایت است.
یک مجموعه تلویزیونی انیمه اقتباسی در ۲۶ قسمت به کارگردانی تاتسویا ایشیهارا و تولید استودیو کیوتو انیمیشن از ۳ آوریل تا ۲۱ سپتامبر ۲۰۱۱ پخش شد. همچنین یک بازی برای پلی‌استیشن همراه در ۲۸ ژوئیه ۲۰۱۱ با عنوان منتشر شد.

## داستان
نیچیجو زندگی روزمره افراد مختلف در شهر توکی‌سادام، استان گونما را دنبال می‌کند که هر یک از افراد با اتفاقات عجیب و غریب در طول سریال مواجه می‌شوند و شخصیت‌ها باید از آن عبور کنند.